# Apiário

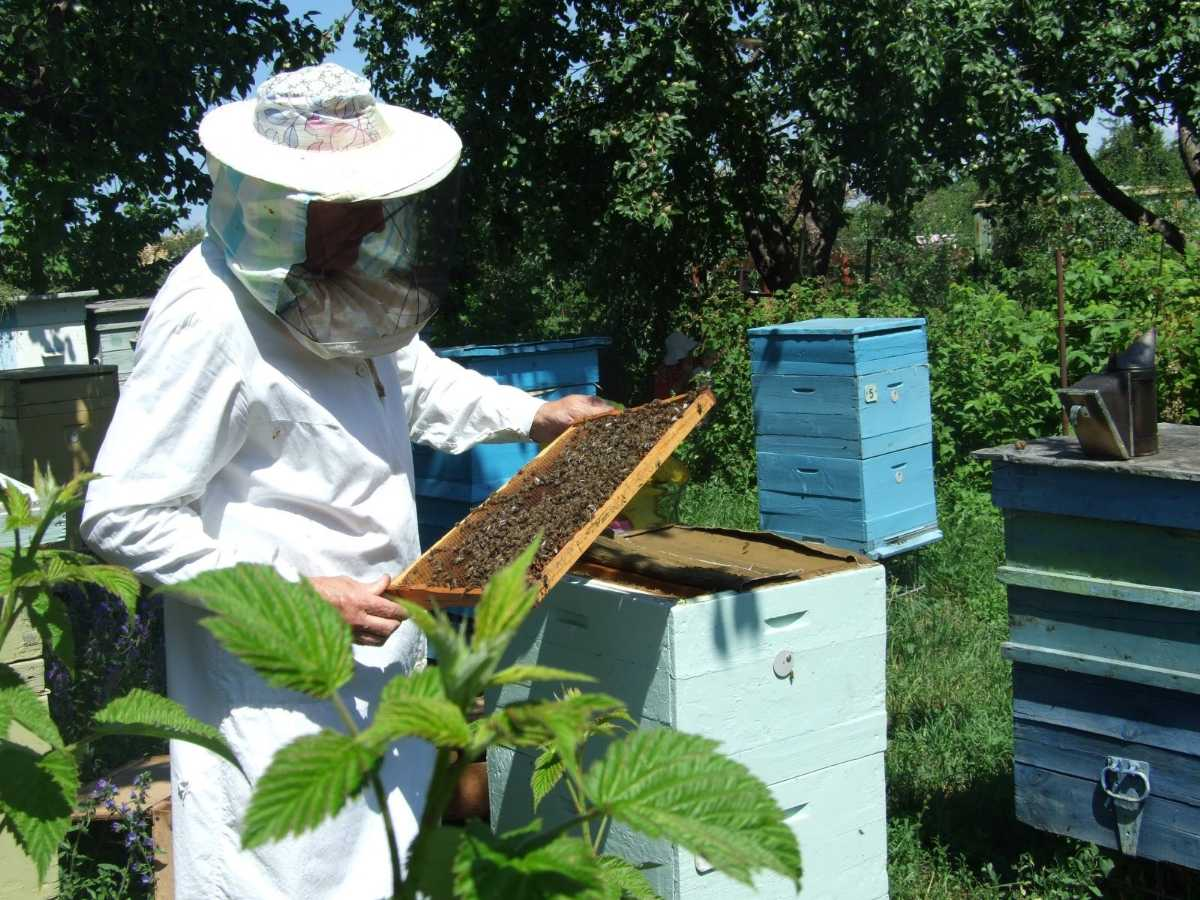
Apiário em Bashkortostan, Rússia

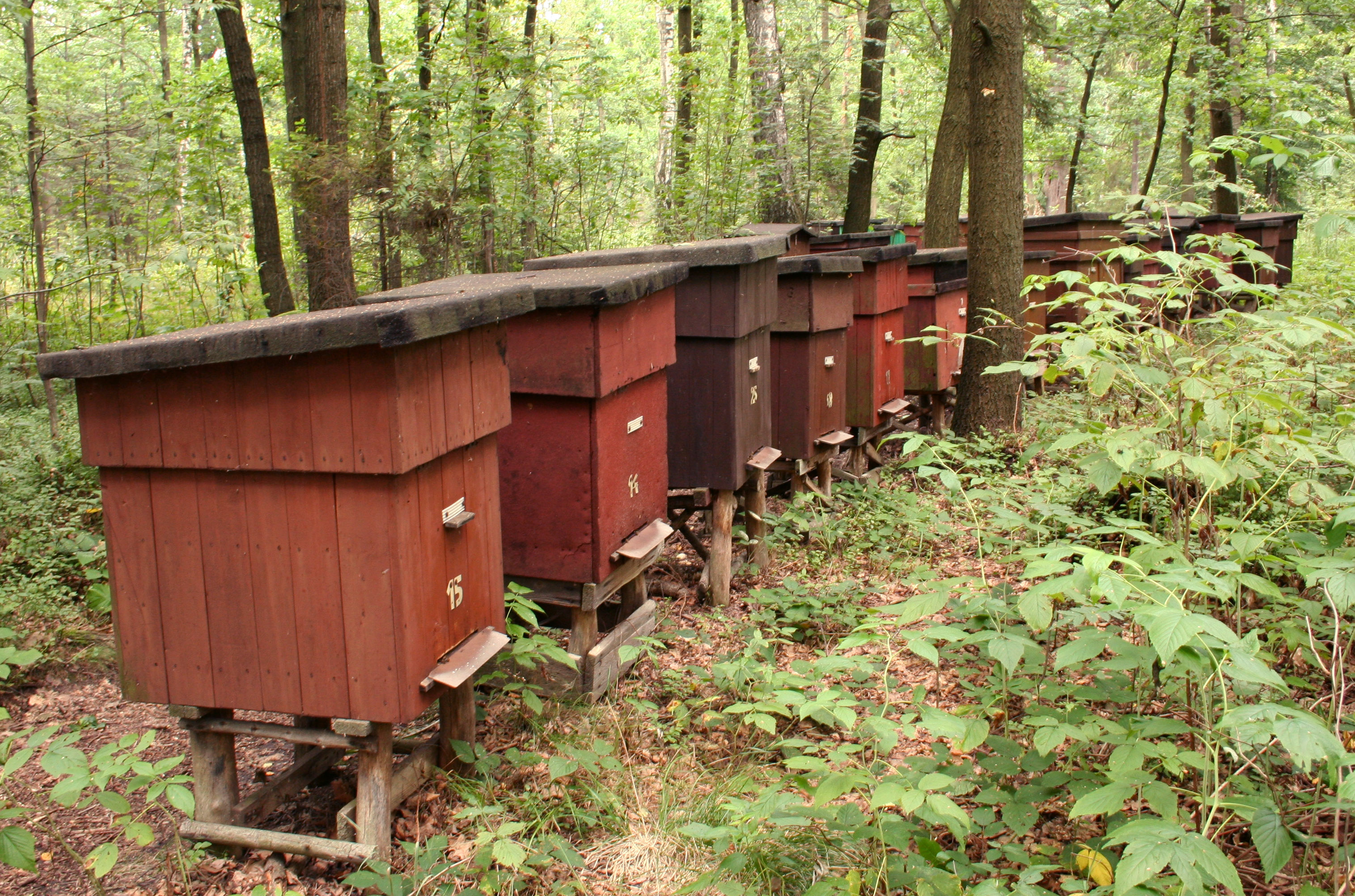
Apiário na Polónia.

Apiário é um conjunto de colmeias utilizadas para criação de abelhas, normalmente para a colheita de mel ou a polinização de culturas agrícolas. Embora o mel seja o principal produto obtido, obtém-se também outros:  a própolis que é produzida pelas abelhas para vedar e defender a colmeia de contaminações; o veneno das abelhas, altamente valorizado pela sua aplicação terapêutica; o pólen; a geleia real, que é extraída das realeiras; e a Cera de abelha. 
Em Portugal, para a constituição de apiários para polinização de agricultura biológica é necessário ter certificação oficial e seguir a legislação aplicável.